# Diplotaxis brachycarpa
Diplotaxis brachycarpa är en korsblommig växtart som beskrevs av Dominique Alexandre Godron. Diplotaxis brachycarpa ingår i släktet mursenaper, och familjen korsblommiga växter. Inga underarter finns listade i Catalogue of Life.